# Col du Grand Cucheron

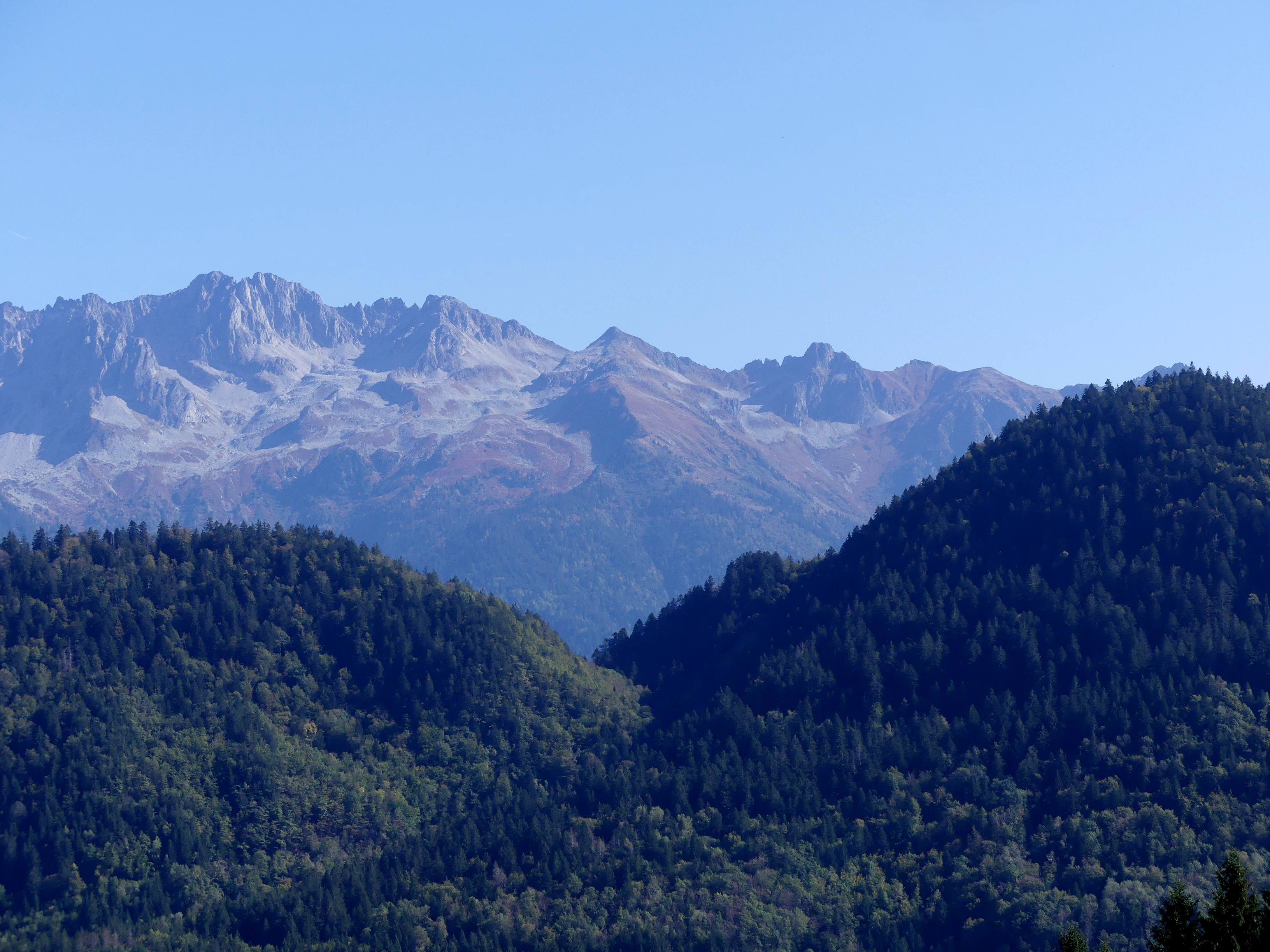
Col du Grand Cucheron.

Col du Grand Cucheron är ett bergspass i Alperna i departementet Savoie i Frankrike beläget 1188 m ö h. Passet korsar den norra änden av Belledonne-massivet och förbinder dalarna Maurienne och Isère. 

## Vägen upp till bergspasset
Från Les Granges (nära Le Pontet ), västerifrån, är stigningen 4,01 km. På detta avstånd är höjdskillnaden 314 m med en medelgradient på 7,8 procent.
Från La Corbière (nära Saint-Pierre-de-Belleville ), österifrån, är stigningen 11,61 km är höjdskillnaden 805 m med i genomsnitt 6,9 procent lutning.
Klättringen kan också nås från Aiguebelle i nordost, varifrån rutten är 16,3 km med genomsnitt 5,3 procent lutning och höjdskillnad på 870 m. Denna rutt ansluter till den från La Corbière precis efter att ha passerat Saint-Georges-des-Hurtières.

## Tour de France
Passet ingick första gången i Tour de France år 1972  då legendaren Eddy Merckx var först upp, och har sedan dess varit med tre gånger, senast 2012. Det är generellt rankat som en kategori 2-klättring. 
| År   | Skede | Kategori | Start                   | Avsluta             | Ledare på toppmötet      |
| ---- | ----- | -------- | ----------------------- | ------------------- | ------------------------ |
| 1972 | 14b   | 2        | Valloire                | Aix-les-Bains       | Eddy Merckx (BEL)        |
| 1983 | 17    | 2        | La Tour-du-Pin          | L'Alpe d' Huez      | Serge Demierre (SUI)     |
| 1998 | 16    | 2        | Vizille                 | Albertville         | Stéphane Heulot (FRA)    |
| 2012 | 12    | 1        | Saint-Jean-de-Maurienne | Annonay - Davézieux | Robert Kišerlovski (CRO) |